# Limmu

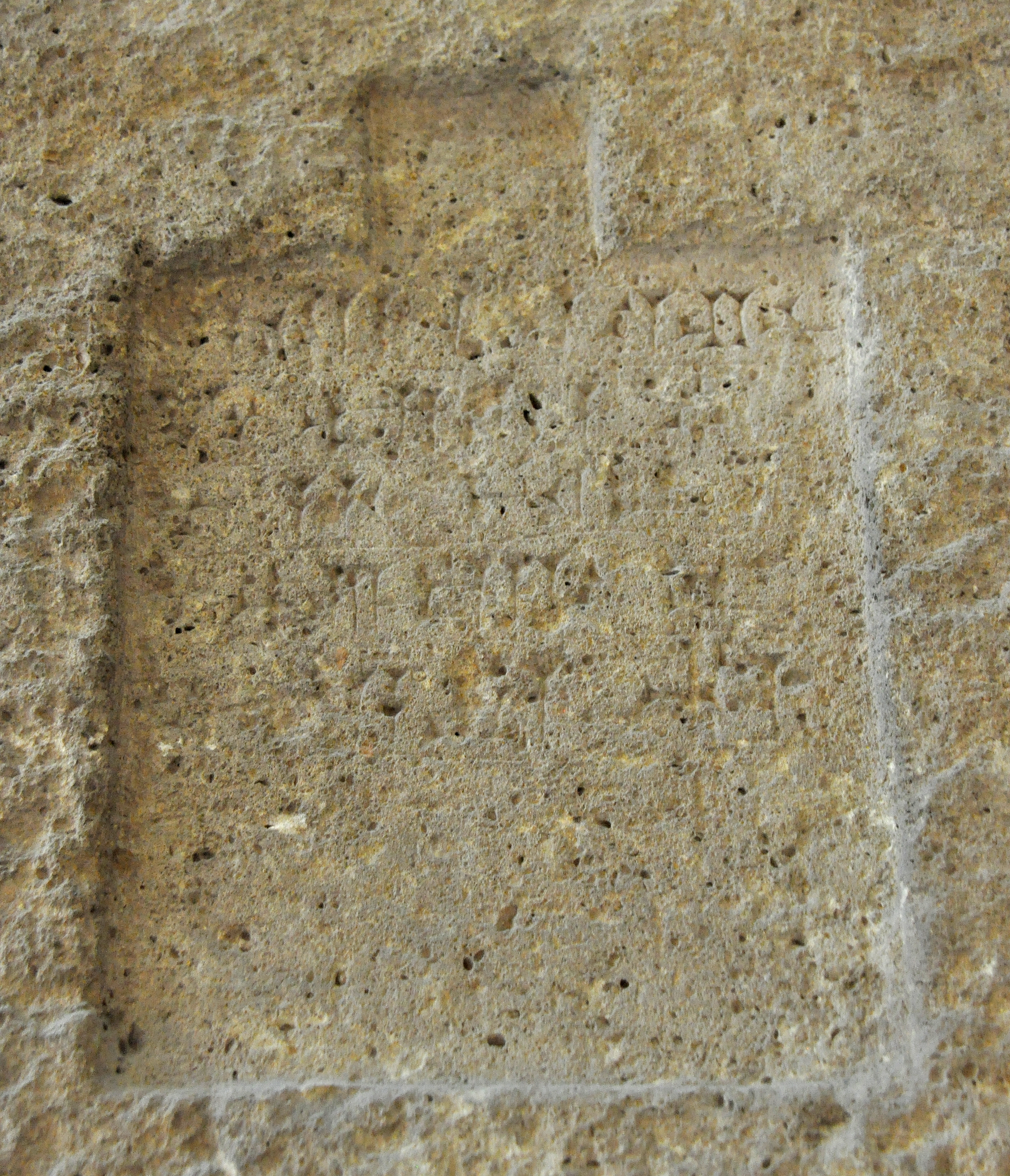
Detalle. Estela de piedra caliza de Shamsh-bel-usur. Fue gobernador de la ciudad de Kalhu (Nimrud) y de los países de Hamadi, Sirgani y Jaluna; funcionario anual (limmu) de los años 864 y 851 a. C. De las filas de estelas (Stelenreihen) de Assur (Ashur), Irak. Museo de Pérgamo, Berlín, Alemania.

Limmu (o limu, o limum) es una palabra acadia por la que se conocía en Asiria al alto funcionario de la corte que le daba su nombre al año, también conocido como funcionario epónimo.

## Origen
Durante lo que se conoce como periodo paleoasirio, el limmu era un importante personaje político que se sorteaba anualmente entre lo que probablemente era un reducido grupo de notables de la ciudad de Assur y que actuaría como contrapeso del rey. En las épocas posteriores (imperio medio e imperio neoasirio), el mismo rey adoptaría el cargo durante el primer año de su reinado, siguiéndose en los años posteriores un turno protocolario entre los altos funcionarios de la corte.

## Historiografía
El modo que idearon los asirios para medir el tiempo, eso es, para organizar un calendario, fue dar a cada año un nombre; para esto se utilizaba el nombre del funcionario que ocupaba el cargo de limmu. A modo de calendario se crearon listas de nombres del año (año epónimo de Bel-naid, año epónimo de Tab-sar-sin, año epónimo de Arbailayu, etc.) que escribían en tablillas de arcilla, algunas de las cuales han sido descubiertas por los arqueólogos. Gracias a estas listas y otras fuentes arqueológicas se ha podido establecer una cronología relativa del oriente antiguo, ya que algunas versiones de estas listas incluían la mención de acontecimientos acaecidos ese año como guerras, epidemias o desastres que es posible relacionar con otras fuentes escritas. Por ejemplo:

Rebelión en la ciudad de Assur. En (el mes de) Siván ha habido un eclipse solar.

Aunque se sabe que la práctica de dar un nombre a los años ya se utilizaba antes del siglo XX a. C., no se conserva una lista completa de los nombres de los años. Los primeros pertenecen a finales del primer milenio a. C.. A partir del 911 a. C. y hasta el 627 a. C. se ha podido reconstruir la lista completa.